# Poets of the Fall
Poets of the Fall er et finsk rockband, der startede i 2003. Bandet består af rocksangeren Marko Saaresto, jazzguitaristen Olli Tukiainen og trancemusikeren Markus "Captain" Kaarlonen. På få år er det lykkedes dem at opnå stor succes i hjemlandet med flere hits, der har plaget de finske radioer. Derudover har de en solid fanbasis i udlandet, grundet deres første single, Late Goodbye, der fungerede som titelsang til computerspillet Max Payne II – The Fall Of Max Payne og i 2010 lavede de soundtracket til Xbox 360 titlen Alan Wake.
Bandets første album, Signs of Life blev udgivet den 19. januar 2005 og lå på den finske Top 40 chart i mere end et år og er en af de mest succesfulde, finske albums til dato. Det indeholdt fire nummer 1 hits i radioen, deriblandt singlerne Late Goodbye og Lift. Signs of Life solgte til platin i Finland i april 2006. 
En stor succes blev ligeledes deres andet album, Carnival of Rust, der ligesom debutalbummet solgte platin i slutningen af 2006.
Poets of the Fall har turneret rundt i Finland og har ligeledes spillet i både Danmark, Sverige, Tyskland, Estland og Rusland.
Bandet er blevet tildelt adskillige priser, blandt andet vandt de i 2006 MTV's music award for bedste finske band, og deres musikvideo til hitsinglen Carnival of Rust er blevet kåret til den bedste finske musikvideo.

## Diskografi
- Late Goodbye – single (2004)
- Lift – single (2004)
- Signs of Life (2005)
- Carnival of Rust – single (2006)
- Carnival of Rust (2006)
- Sorry Go 'Round – single (2006)
- Locking Up The Sun – single (2006)
- The Ultimate Fling – single (2008)
- Revolution Roulette (2008)
- Twilight Theater (2010)
- Temple of Thought (2012)
- Jealous Gods (2014)
- Clearview (2016)
- Ultraviolet (2018)
- Ghostlight (2022)

## Videografi
Late Goodbye (21.05.2005)

Lift Arkiveret 28. maj 2008 hos  Wayback Machine (13.08.2005)

Carnival of Rust Arkiveret 3. november 2006 hos  Wayback Machine (30.03.2006)

Locking up the Sun Arkiveret 3. januar 2007 hos  Wayback Machine (02.11.2006)